# Raveland
Raveland ist das Debütalbum der deutschen Techno-DJ und -Produzentin Marusha. Es erschien am 6. Juni 1994 beim Berliner Plattenlabel Low Spirit.

## Entstehung
Alle Tracks des Albums produzierte Marusha gemeinsam mit dem Techno-Produzenten Klaus Jankuhn (Members of Mayday). Am letzten Titel Upside Down wirkte zusätzlich der Keyboarder und Musikproduzent Bernd Burhoff (Beat in Time, Dune) mit. 
Der Titel Somewhere over the Rainbow basierte auf einem Lied von Harold Arlen (Musik) und E. Y. Harburg (Text) aus dem Filmklassiker Das zauberhafte Land von 1939. Alle anderen Stücke waren Neukompositionen. It Takes Me Away enthält ein Vocal-Sample aus dem Lied Movin' On von Carolyn Harding.
Die Stücke Go Ahead, It Takes Me Away und Somewhere over the Rainbow waren bereits zuvor als Single erschienen. Der Track We Are the Bass war ebenfalls eine ältere Produktion und von Marusha zuvor als Titelmusik ihrer Musiksendung Feuerreiter verwendet worden.

## Titelliste
1. We Are the Bass – 2:00 (Klaus Jankuhn, Marusha Gleiß)
2. Raveland – 5:36 (Klaus Jankuhn, Marusha Gleiß)
3. Somewhere over the Rainbow – 5:30 (Klaus Jankuhn, Marusha Gleiß)
4. Voltage Pulse – 4:28 (Klaus Jankuhn, Marusha Gleiß)
5. It Takes Me Away – 5:01 (Klaus Jankuhn, Marusha Gleiß)
6. Girl I House You – 4:08 (Klaus Jankuhn, Marusha Gleiß)
7. Go Ahead – 5:01 (Klaus Jankuhn, Marusha Gleiß)
8. Ravechannel – 4:47 (Klaus Jankuhn, Marusha Gleiß)
9. Audio Space – 4:27 (Klaus Jankuhn, Marusha Gleiß)
10. Upside Down – 5:16 (Bernd Burhoff, Klaus Jankuhn, Marusha Gleiß)

## Covergestaltung
Das Cover zeigt Marusha in einer Tanzpose vor einem farbenfrohen, psychedelischen Muster. Das Foto der Künstlerin stammt vom Fotografen Bernhard Kühmstedt. In der rechten oberen Ecke sind die Schriftzüge „marusha“ und „raveland“ in Kleinschreibung zu lesen.

## Rezeption
In der Mehrzahl der deutschen Musikzeitschriften erhielt das Album durchschnittliche bis negative Kritiken. So urteilte der Kritiker Christof Hammer in der Zeitschrift Stereoplay:

„Wer weiß wohl besser, was die lieben Kleinen mögen? Marusha, die Kindergarten-Tante im Rave-Zirkus, tapezierte ihr "Raveland" soft-poppig mit Harmonien Marke "Hänschenklein" und "Alle meine Entchen" - Teenie-Techno für tanzwütige Kids.“

In der internationalen Presse wurde Raveland hingegen positiver rezipiert. So schrieb das US-amerikanische Musikmagazin Billboard:

„The album, "Raveland", reflects Marusha's good-humoured, techno party spirit.“

Anlässlich des 2007 veröffentlichten Marusha-Albums Heat urteilte Der Tagesspiegel rückblickend, Raveland sei „kühl und stakkatohaft“, markiere jedoch mit der daraus ausgekoppelten Single Somewhere Over The Rainbow ihren bislang größten Hit.

## Erfolg
Das Album stieg am 20. Juni 1994 in die deutschen Albumcharts ein und hielt sich dort insgesamt 24 Wochen. Die Höchstplatzierung erreichte Raveland in der Woche vom 18. bis 24. Juli 1994 mit Platz 4 der deutschen Albumcharts.
Auch in den österreichischen Charts (6 Wochen, Höchstplatzierung Position 31) und in der Schweizer Hitparade (15 Wochen, Höchstplatzierung Position 15) konnte sich das Album platzieren. 
Mit Go Ahead, It Takes Me Away, Somewhere Over the Rainbow und Raveland erschienen vier Stücke aus dem Album auch als Maxi-Single. Bis auf Raveland erschienen alle Singles vor Veröffentlichung des Albums. Erfolgreichste Auskopplung war Somewhere Over the Rainbow, die sich über 30 Wochen in den deutschen Single-Charts hielt und für drei Wochen auf Platz 3 der Charts stand.
In der Techno-Szene selbst wurden Charterfolge von Marusha und anderen Low-Spirit-Künstlern wie WestBam oder RMB zwiespältig gesehen. Einerseits war Raveland eines der ersten Techno-Alben, die sich in den Charts platzieren konnte, andererseits wurde der Low-Spirit-Sound oft als „zu massenkompatibel“ abgelehnt.